# Пісня табунника
Пісня табунника — радянський художній фільм, музична комедія, знята на кіностудії «Мосфільм» в 1956 році режисером Андрієм Фроловим за повістю бурятського письменника Даширабдана Батожабая. Прем'єра фільму відбулася 12 березня 1957 року.

## Сюжет
У юного хлопця із сільської глибинки Тумена Жаргалова талант співака від природи. Тому бурятський колгосп відправляє його вчитися до Москви. Без особливого ентузіазму їде Тумен в далеку дорогу — в рідному селі залишилася його любов на ім'я Сесег. А в Москві його чекає фіаско — провал на іспитах до консерваторії. Тумен володіє гарним і сильним голосом, але зовсім не знає нотної грамоти. У нього немає в Москві родичів або знайомих, тому ніч він коротає на вулиці у консерваторії. В результаті його забирає міліція. На щастя, на цьому чорна смуга закінчується: майор міліції Бугров захоплюється художньою самодіяльністю, керує аматорським міліцейським хором і гарний голос Тумена приводить Бугрова у захват. Юнак починає співати у хорі, йде на роботу в міліцію, а у вільний від служби час бере уроки нотної грамоти — адже свою мрію про навчання в консерваторії треба здійснити…

## У ролях
- Володимир Манкетов —  Тумен Жаргалов
- Ділорам Джурабаєва —  Сесег
- Буянто Аюшин —  Шагта Аюшин
- Муратбек Рискулов —  Бадма
- Чойжі-Німа Генінов —  Мархансай
- Микола Таров —  голова колгоспу Енхобо Базарович
- Олександр Дамбієв —  Дорджі
- Віталій Доронін —  Віталій Іванович Бугров, майор міліції, начальник кінної міліції
- Афанасій Бєлов —  Василь Іванович Конкін, старшина міліції
- Олександра Попова —  Лідія Іванівна Цвєткова, акомпаніатор
- Лев Дуров —  Козлов, сержант міліції
- Дагба Дондуков —  табунник
- Світлана Дружиніна —  дівчина в консерваторії
- Людмила Наришкіна —  секретар приймальної комісії
- Борис Новиков —  міліціонер Сидоров
- Михайло Орлов —  Бобров, конферансьє

## Знімальна група
- Режисер —  Андрій Фролов
- Сценаристи —  Климентій Мінц,  Євген Помєщиков
- Оператор — Віктор Масленников
- Композитор —  Василь Соловйов-Сєдой
- Текст пісень —  Михайло Матусовський
- Звукорежисер — Євген Кашкевич
- Художник —  Олександр М'ягков
- Монтаж — З. Верьовкіна